# Holland (Adelsgeschlecht)

Ursprüngliches Wappen der Familie Holland

Holland (auch de Holand) ist der Name einer englischen Adelsfamilie aus dem Ort Upholland westlich von Wigan in Lancashire, die von der Mitte des 14. bis zur Mitte des 15. Jahrhunderts aufgrund ihrer engen Verbindungen zum Königshaus eine herausragende Stellung bekleidete.

## Geschichte
Die Familie stammt aus der Grafschaft Lancashire in England, wo sie vermutlich im 12. Jahrhundert in den Besitz des bereits vor 1066 errichteten Herrensitzes von Upholland gelangte. Das erste unzweifelhaft nachweisbare Mitglied der Familie ist Matthew de Holland, der erstmals am 12. November 1202 urkundlich belegt ist. Dieser konnte durch Heirat mit einer Dame aus dem Haus Harcourt (Herren von Harcourt in der Normandie) seinen Einfluss auf Newton Harcourt in Leicestershire ausdehnen.
Dessen Ururenkel Sir Robert Holland († 1328) wurde 1314 zum Baron Holand erhoben. Er stand im Dienst von Thomas Plantagenet, 2. Earl of Lancaster, dem Anführer der Adelsopposition gegen König Eduard II., der sich nach Hollands Beteiligung an der Ermordung von Piers Gaveston, 1. Earl of Cornwall (1312) schützend vor ihn stellte. Lancasters Aufstand gegen den König war für Holland jedoch Anlass, ihm vor der Schlacht bei Boroughbridge (16. März 1322) die Gefolgschaft aufzukündigen, die zu Lancasters Hinrichtung sechs Tage später führte. Der Verrat holte ihn 1328 ein, als er von Anhängern von Henry Plantagenet, 3. Earl of Lancaster, dem Bruder und Nachfolger des 2. Earl, ermordet wurde.
Der Aufstieg der Familie in die höchsten Kreise Englands vollzog sich in der nächsten Generation. Robert Holland († 1373), der älteste Sohn, kämpfte unter Eduard III. in Frankreich, hinterließ aber keine nachhaltigen Spuren. Es war sein Bruder Thomas Holland, der zum Begründer der Stellung der Familie wurde – durch eigene militärische Leistungen sowie zwei Ehen, darunter seine geheim gehaltene Heirat mit der zwölfjährigen Joan of Kent (1328–1385) wohl im Jahr 1340 und damit vor oder während des englischen Feldzugs in Flandern, an dem er teilnahm. Er kämpfte in der Seeschlacht von Sluis (1340), in der Schlacht von Crécy und bei der Belagerung von Calais (1346). 1348 war er einer der Gründungsmitglieder des Hosenbandordens. 1349 wurde seine Ehe mit Joan von Papst Clemens VI. als gültig anerkannt, eine parallele Ehe, in die ihre Familie sie kurz nach ihrer ersten Heirat gezwungen hatte, annulliert. 1352 starb ihr Bruder John, 3. Earl of Kent, ohne Nachkommen, Joan erbte das Earldom, das fortan von Thomas Holland aus dem Recht seiner Frau verwaltet wurde.
Thomas Holland starb 1360 und hinterließ zwei Söhne, Thomas de Holland und John. Ein weiterer Sohn Edmund starb in frühester Kindheit. Weitere zwei Töchter waren Joan Holland († 1384), die Johann V., Herzog von der Bretagne, heiratete und Maud († 1392). 
Thomas’ Witwe heiratete 1361 Edward of Woodstock, von dem sie zwei weitere Söhne bekam, Edward (1365–1371) und Richard (1367–1400), der 1377 als Richard II. den Thron bestieg, womit Thomas und John zu Halbbrüdern des Herrschers wurden. Thomas erbte 1385 das Earldom of Kent von seiner Mutter und kämpfte auf der Seite Richards II. in Schottland (1385) und Irland (1394). Er starb 1397, ihm folgte sein Sohn Thomas, der noch im gleichen Jahr von Richard II., der um seinen Königstitel kämpfte, zum Duke of Surrey und 1398 zum Earl Marshal von England ernannt wurde. Nach der Absetzung Richards 1399 entzog ihm Heinrich IV. sein Dukedom und seine Ämter, seine Beteiligung an einer Verschwörung gegen den König kostete ihn im Jahr darauf das Leben. Sein Nachfolger als Earl of Kent wurde sein Bruder Edmund, der 1408 ohne legitime Erben starb. Das Earldom of Kent ging damit der Familie ebenfalls verloren.
John Holland, der Bruder des 2. Earl of Kent, profitierte in ähnlicher Weise von der Verwandtschaft mit Richard II. 1388 wurde er zum Earl of Huntingdon ernannt, 1389 zum Lord Great Chamberlain und Großadmiral (als Vorläufer zum Lord High Admiral), 1397 schließlich parallel zu seinem Neffen zum Duke of Exeter. Auch er verlor sein Dukedom nach dem Sturz Richards II., auch er wurde im Januar 1400, zwei oder drei Tage nach seinem Neffen, hingerichtet. John Holland, der Sohn des Duke of Exeter, erhielt das Earldom of Huntingdon im Jahr 1417 zurück, das Dukedom seines Vaters dann 1439 durch Heinrich VI., der damit die immer noch einflussreiche Familie Holland an sich binden wollte, wobei die Ernennungsurkunde ihm unter den Dukes den zweiten Rang hinter dem Duke of York einräumte.
Der 2. Duke of Exeter starb 1447, der Titel ging auf seinen Sohn Henry über, der ebenfalls loyal zu Heinrich VI. stand. Nach dessen Absetzung Anfang 1461 wurde Henry Ende des Jahres enteignet und verbannt. Er verbrachte die Regierungszeit Eduards IV. in Burgund und konnte erst nach der Wiedereinsetzung Heinrichs VI. im Jahr 1470 nach England zurückkehren, wo er in den Kämpfen um den Thron eingekerkert wurde. 1475 freigelassen und auf einen Feldzug nach Frankreich geschickt, ertrank er bei der Überfahrt im Ärmelkanal. Damit erlosch auch das Dukedom of Exeter.

## Stammliste
1. Matthew de Holland (* um 1167, † um 1224) of Upholland, Lancashire; ⚭ Margret de Harcourt (1165–1212), of Newton Harcourt, Leicestershire
  1. Robert de Holland (* um 1197, † um 1242) of Upholland; ⚭ Ceciley de Columbers (1201–1298)
    1. Sir Thurstan de Holland (* um 1220, † nach 1286/vor 1293), um 1272 Ritter; ⚭ I Margret de Kellet (1225–1282); ⚭ II Juliana de Gellibrand; ⚭ III N.N. de Hale
      1. (I) Sir Robert de Holland (* um 1243, † nach 1302/vor 1305) of Upholland, 1282 Ritter; ⚭ Elizabeth (* um 1250, † 1311), Tochter des Sir William de Samlesbury (1227–1256)
        1. Sir Robert Holland (* um 1283, † ermordet 1328), um 1305 Ritter, 1. Baron Holand; ⚭ um 1308 Maud de La Zouche, Tochter von Alan la Zouche, 1. Baron la Zouche of Ashby
          1. Joane Holland (* um 1305, † 1340); ⚭ John Radcliffe
          2. Margery Holland (* um 1308)
          3. Robert Holland, 2. Baron Holand (* um 1312, † 1373); ⚭ Elizabeth
            1. Robert de Holand († vor 1373); ⚭ Alice
              1. Maud de Holand, 3. Baroness Holand (* um 1356; † 1423); ⚭ John Lovel, 5. Baron Lovel (of Titchmarsh) (1341–1408)

            2. Thomas de Holand
            3. Gilbert de Holand
            4. John de Holand

          4. Thomas Holland (* um 1314, † 1360), 1. Baron Holand, 1352 Earl of Kent im Namen seiner Ehefrau, 1348 Gründungsmitglied des Hosenbandordens; ⚭ wohl 1340 Joan of Kent (* 1328, † 1385), Tochter von Edmund of Woodstock, 1. Earl of Kent (Haus Plantagenet), und Margaret Wake, sie heiratete in zweiter Ehe 1361 Edward of Woodstock und wurde die Mutter von König Richard II.
            1. Thomas Holland (* 1350/54, † 1397), 1360 2. Baron Holand, 1385 2. Earl of Kent, 1375 Ritter des Hosenbandordens; ⚭ 1364 Alice FitzAlan († 1416), Tochter von Richard FitzAlan, 10. Earl of Arundel (Haus FitzAlan)
              1. Alianore Holland (* 1373, † 1405); ⚭ I Roger Mortimer, 4. Earl of March (* 1374, † 1398); ⚭ II Edward Charlton, 5. Baron Charlton
              2. Thomas Holland (* 1374, † hingerichtet 1400), 1397 3. Earl of Kent, 1397 1. Duke of Surrey, Ritter des Hosenbandordens; ⚭ Joan Stafford, Tochter von Hugh Stafford, 2. Earl of Stafford
              3. Joan Holland (* um 1380, † 1434), ⚭ Edmund of Langley, 1. Duke of York (* 1341, † 1402) (Haus Plantagenet)
              4. John Holland
              5. Edmund Holland (* 1384, ⚔ 1408), 4. Earl of Kent, 1403 Ritter des Hosenbandordens; ⚭ I 1406 Lucia Visconti († 1424), Tochter von Bernabò Visconti, Herr von Mailand, und Beatrice Regina della Scala; 
                1. (unehelich, Mutter: Constance of York († 1416), Tochter von Edmund of Langley, 1. Duke of York, und Isabella von Kastilien) Eleanor Holland (* um 1406); ⚭ um 1430 James Tuchet, 5. Baron Audley, 2. Baron Tuchet († 1459)

              6. Margaret Holland (* 1385, † 1439) 1399 Lady des Hosenbandordens, ⚭ I John Beaufort, 1. Earl of Somerset († 1410) (Haus Plantagenet); ⚭ II Thomas of Lancaster, 1. Duke of Clarence (* 1388, † 1421) (Haus Plantagenet)
              7. Elizabeth Holland, ⚭ Sir John Neville († vor 1420), Sohn von  Ralph Neville, 1. Earl of Westmorland
              8. Eleanor Holland († nach 1413); ⚭ Thomas Montagu, 4. Earl of Salisbury (* 1388; † 1428)
              9. Bridget Holland, Nonne

            2. Edmund Holland (* 1352, † 1353)
            3. John Holland (* um 1352, † hingerichtet 1400), 1387 Earl of Huntingdon, 1389 Lord Great Chamberlain, 1397–1399 Duke of Exeter, 1381 Ritter des Hosenbandordens; ⚭ 1386 Elizabeth Plantagenet († 1426), Tochter von John of Gaunt, 1. Duke of Lancaster und Blanche of Lancaster (Haus Plantagenet)
              1. Richard Holland († 1400)
              2. Constance Holland (* 1387, † 1437); ⚭ I Thomas Mowbray, 4. Earl of Norfolk († 1405); ⚭ II Sir John Grey († 1439), Ritter des Hosenbandordens
              3. Elizabeth Holland (* um 1389, † 1449); ⚭ Sir Roger Fiennes
              4. Alice Holland (* um 1392, † 1406); ⚭ Richard de Vere, 11. Earl of Oxford († 1417)
              5. John Holland, (* 1395, † 1447) 1416 Earl of Huntingdon, 1435 Lord High Admiral, 1439 2. Duke of Exeter, Ritter des Hosenbandordens; ⚭ I 1427 Anne Stafford († 1432) Tochter von Edmund Stafford, 5. Earl of Stafford, und Witwe von Edmund Mortimer, 5. Earl of March; ⚭ II 1433 Beatrix von Portugal († 1439), Tochter von König Johann I. von Portugal (Haus Avis) und Inez Pirez; ⚭ III Anne Montagu († 1457), Tochter von John Montagu, 3. Earl of Salisbury.
                1. (I) Henry Holland (* 1430, † ertrunken 1475), 1447 3. Duke of Exeter, Earl of Huntingdon, 1450 Lord High Admiral, 1461 geächtet; ⚭ 1447, 1474 geschieden, Anne of York (* 1439, † 1476), Tochter von Richard Plantagenet, 3. Duke of York und Cecily Neville
                  1. Anne Holland (* um 1455, † 1467/74); ⚭ 1466 Thomas Grey, 1. Marquess of Dorset

                2. (I) Anne Holland († 1486); ⚭ I Sir John Neville († vor 15. März 1450), Sohn von Ralph Neville, 2. Earl of Westmorland; ⚭ II John Neville, 1. Baron Neville de Raby (⚔ 1461); ⚭ III James Douglas, 9. Earl of Douglas (* 1426, † 1491)
                3. (unehelich) William, Thomas und Robert, die „Bastarde von Exeter“

              6. Sir Edward Holland (* um 1399, † nach 1413)

            4. Joan Holland (* 1350, † 1384); ⚭ 1366 Johann V. Herzog von Bretagne († 1399) (Haus Frankreich-Dreux)
            5. Maud Holland († 1392); ⚭ 1380 Walram III. von Luxemburg, Graf von Ligny, Graf von Saint-Pol (Haus Luxemburg-Ligny)

          5. Sir Otho Holland (* um 1316, † 1359), 1348 Gründungsmitglied des Hosenbandordens
          6. John Holland (* um 1318)
          7. Maud Holland (* um 1319); ⚭ Thomas Swinnerton
          8. Alan Holland (* um 1320, † 1339)
          9. Elizabeth Holland (* um 1320); ⚭ Henry FitzRoger
          10. Margaret Holland (* um 1322, † 1349)
          11. Jane Holland (* um 1326)
          12. Eleanor Holland (* um 1327, † 1341)
          13. Isabella Holland (* um 1328), Geliebte von John de Warenne, 7. Earl of Surrey († 1347) (Haus Plantagenet)

        2. Adam Holland
        3. William Holland
        4. Avena Holland ⚭ Adam Austyn de Hibernia

      2. (I) William Holland, of Sharples
      3. (I) Richard Holland
      4. (I) Roger Holland
      5. (I) Adam Holland
      6. (II) Thurstan Holland
      7. (II) Adam Holland
      8. (II) Elias Holland
      9. (II) Simon Holland, of Pemberton, Wigan and Golbourne

    2. Adam Holland, of Euxton
    3. Richard Holland, of Sutton
    4. Matthew Holland
    5. Robert Holland
    6. Roger Holland
2. Alan de Holland